# Goniobranchus leopardus
Goniobranchus leopardus (лат.) — вид ярко окрашенных брюхоногих моллюсков семейства Chromodorididae из отряда голожаберных (Nudibranchia). Обитают в Индо-Тихоокеанской области.

## Таксономия
Вид был впервые описан в 1987 году под названием Chromodoris leopardus Rudman, 1987. До 2012 года этот вид был известен как Chromodoris geminus, но в результате молекулярного (ДНК) исследования был переведен в род Goniobranchus.

## Описание
Goniobranchus leopardus может достигать максимального размера 6 см в длину. Тело удлинённое с ногой, которая отличается от верхней части тела большой юбочной мантией, скрывающей ногу. Верхняя часть мантии коричневатая с тёмными пятнами, обведёнными белым. Край мантии белый с тонкой фиолетовой или электрик-синей линией на внешней границе. Ринофоры пластинчатые и сократимые, основание белое с сине-фиолетовым оттенком, но они также могут быть белыми с продольной сине-фиолетовой линией. Ветвистая жабра имеет беловатую внешнюю сторону, внутренняя поверхность золотистая.

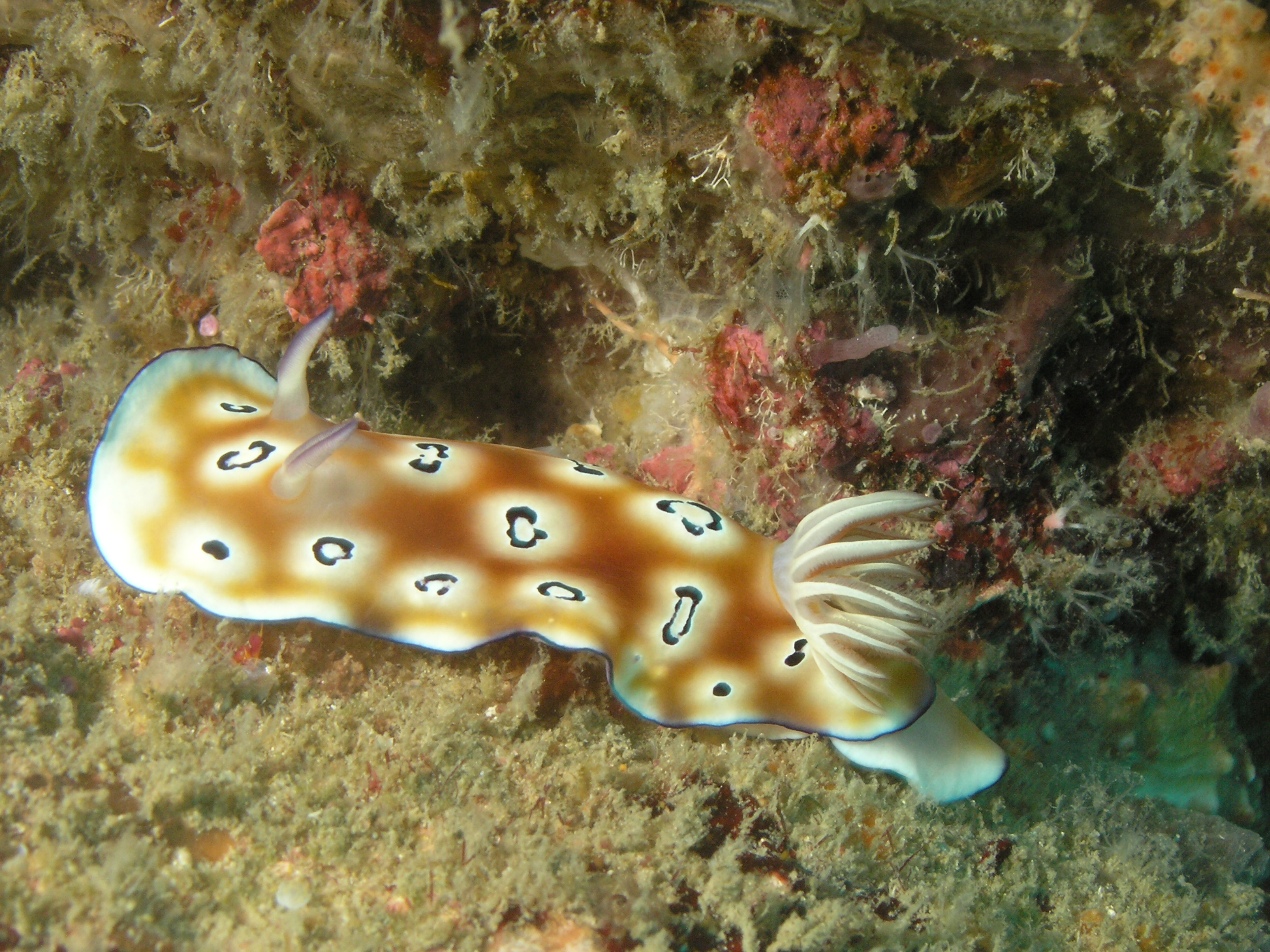
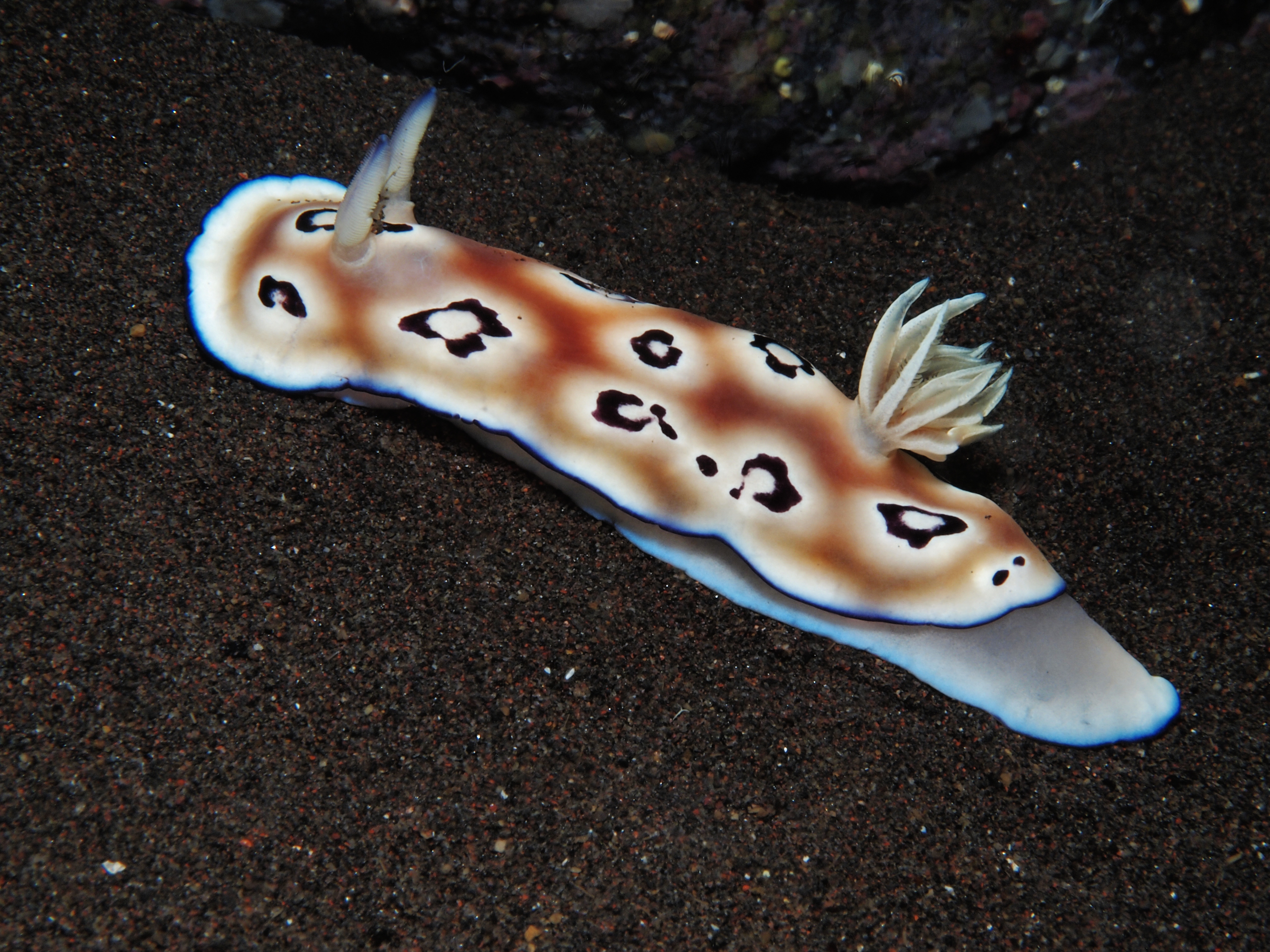
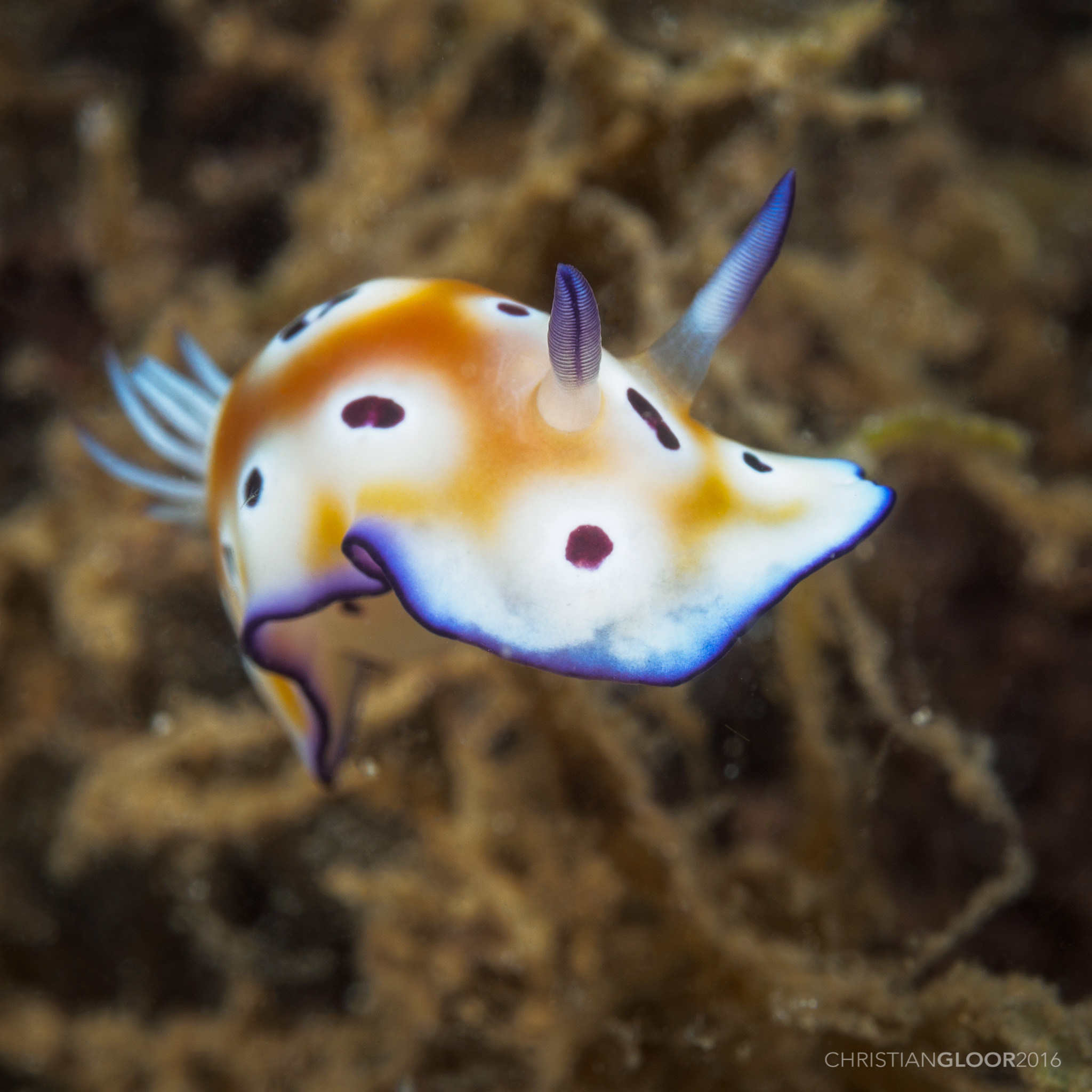

## Распространение
Об этом виде сообщалось из Северо-Западной Австралии, Индонезии, Малайзии, Филиппин и Соломоновых островов.

## Сходные виды
- Goniobranchus kuniei
- Goniobranchus geminus
- Hypselodoris tryoni
- Goniobranchus tritos